# Anna Maria Moens

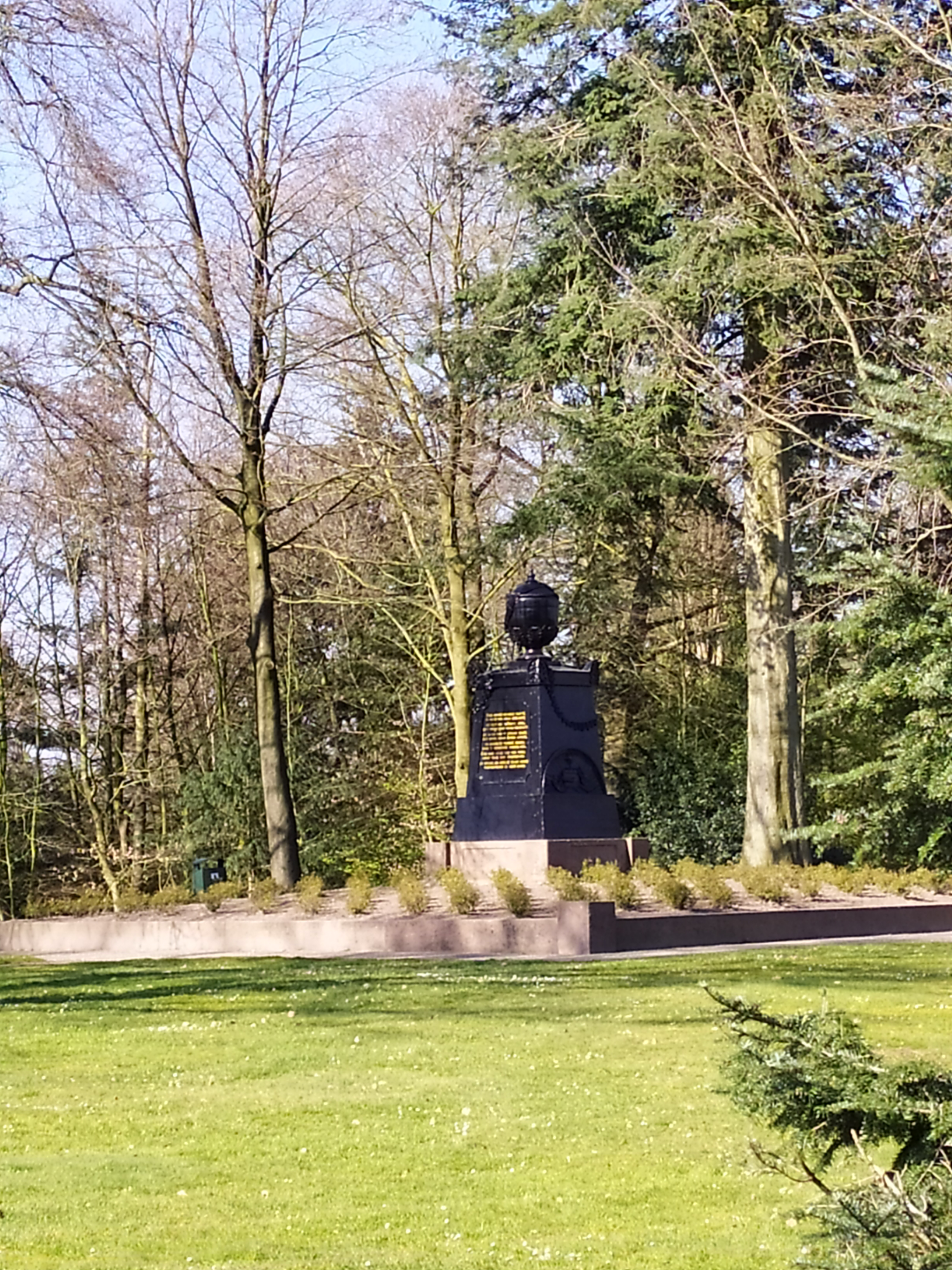
Het grafmonument in 2020

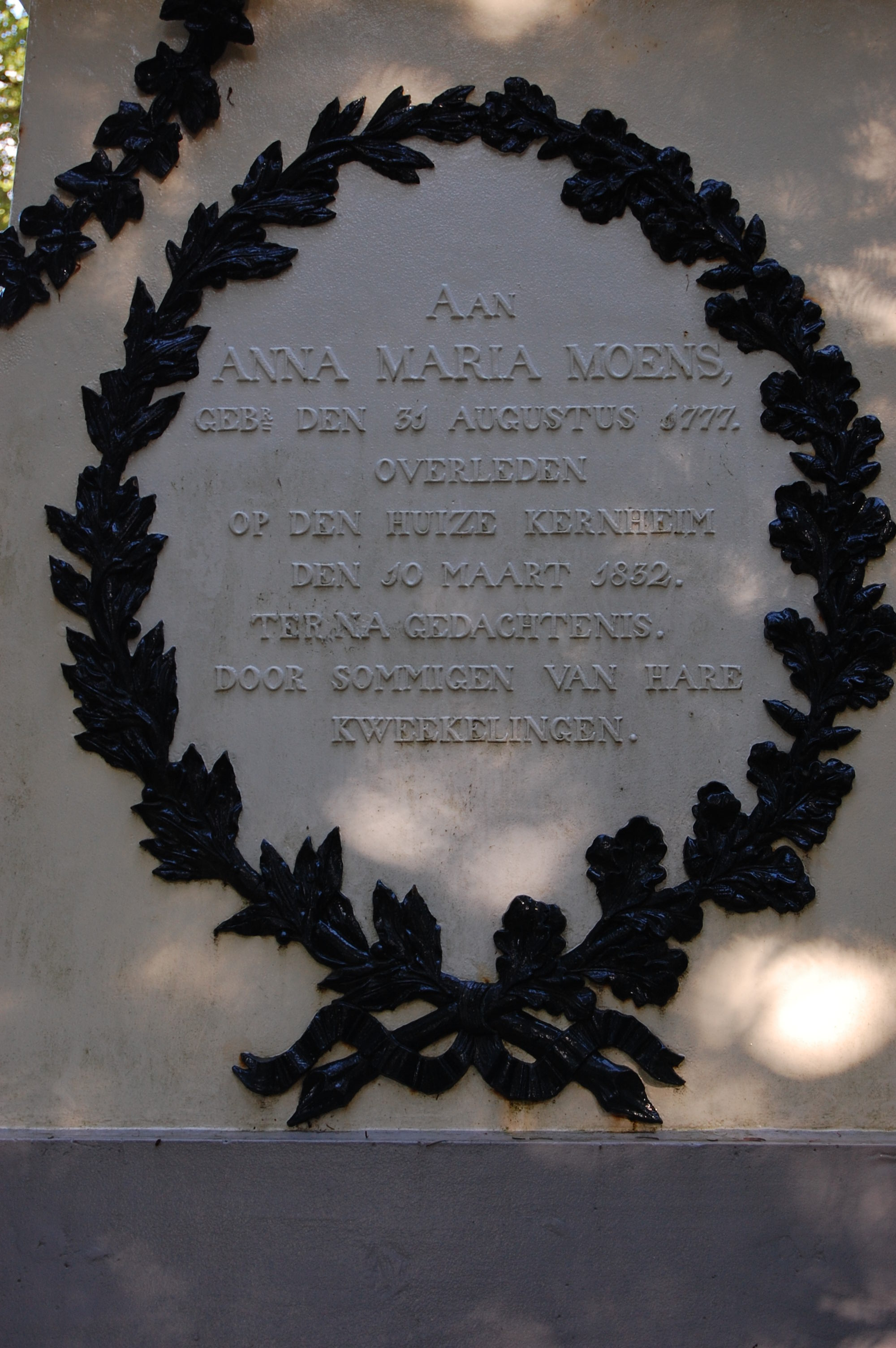
Detailfoto (2009)

Anna Maria Moens (Amsterdam, 31 augustus 1775 - Ede, 10 maart 1832) was dichter, schrijfster en kostschoolhoudster. Ze sprak Engels, Duits en Frans.

## Jeugd en opleiding
Moens werd geboren als tweede kind van Maria Margaretha Brunius en Hendricus Moens, haar oudere zusje was echter in 1770 al overleden wat haar tot enig kind maakte. Haar vader was assurantiemakelaar voor de zeevaart, hij ging in 1787 failliet en in 1788 of 89 overleed hij. Haar moeder hertrouwde in 1790 met een man uit Hoorn, waar zij en Anna Maria vervolgens naar toe verhuisden. In Hoorn begon ze te schrijven, tekenen en muziek te beoefenen. Bij het schrijven kreeg ze hulp van een Hoornse predikant (E.M. Engelberts) en een Amsterdamse boekhandelaar en uitgever (P.J. Uylenbroek).

## Carrière
Vanaf 1793 werden gedichten van Moens door Uylenbroek opgenomen in een reeks gedichten die hij uitgaf. In 1795 gaf Moens, ook bij Uylenbroek, haar eerste eigen bundel uit, getiteld Dichterlijke bespiegelingen over Gods voorzienigheid, den dood, het graf, de opstanding en andere zedelijke onderwerpen. Ze had hierna vooral succes met ingezonden prozastukken voor prijsvragen van de Maatschappij tot Nut van 't Algemeen: in 1798 kreeg ze de tweede plaats met Beschrijving van het godsdienstig en zedelijk karakter van Jezus Christus en in 1800 de eerste plaats met De zedenkundige leesstof op de school. Moens werd ook erelid van de Maatschappij tot Nut. Ze hechtte belang aan het verheffen van kinderen uit de lagere maatschappelijke klassen door goed onderwijs.
Vervolgens verhuisde Moens naar Wijhe, waar ze in 1801 een school voor jongens en meisjes opende die in 1803 officieel een kostschool werd. In haar eerste jaren als kostschoolhoudster ging ze ook verder met het publiceren van werken, zoals Dichterlijke proeve over de vriendschap en het wederzien onzer vrienden in de eeuwigheid in 1802 en een gezang voor de  Nederduits Hervormde Kerk in 1803, toen ze onderdeel was van een project om gezangen aan de psalmen toe te voegen. In 1817 verplaatste ze haar school naar Landgoed Kernhem in Ede en in datzelfde jaar ontving ze een buitengewone akte van algemene toelating als onderwijzeres, waar ze geen examen voor had gedaan maar die haar vanwege haar verdiensten werd uitgereikt. Meisjes mochten tot ze meerderjarig waren op de school blijven, en jongens tot hun twaalfde. De school werd door de Provinciale Commissie van Onderwijs in Gelderland aangemerkt als een van de drie Gelderse kostscholen die geschikt waren voor het opleiden van onderwijzeressen. De opvoeding aldaar was voornamelijk gericht op het bijbrengen van diverse deugden, zoals vaderlandsliefde en godsdienstzin. In de latere jaren van haar kostschoolcarrière publiceerde Moens nauwelijks meer eigen werk; af en toe vertaalde ze een godsdienstig Engels werk of schreef ze een gedicht ter ere van een speciale gelegenheid.
Anna Maria Moens werd ziek in 1831 en overleed het jaar daarop. Ze bleef ongehuwd. Na Moens' dood daalde het niveau en het aantal leerlingen van de school zelf, en reeds in 1838 besloot Moens' opvolger en voormalig medewerkster, Charlotta Leinweber, er mee op te houden.

## Grafmonument
Ze werd op eigen verzoek begraven op de Paasberg in Ede. Een aantal van haar leerlingen legde geld bij elkaar voor een grafmonument. Het graf is gelegen tegenover het later gebouwde mausoleum voor verzetsstrijders uit de Tweede Wereldoorlog. 
Het monument is bekend vanwege het opschrift dat oorspronkelijk verschillende spel- en taalfouten bevatte, die (vermoedelijk) een leerling maakte en die later weer werden gecorrigeerd door het wegslijpen van overtollige lettertekens. Open plaatsen tussen de letters (zoals 'eed le' en 'moei lijkst') verraden de vroegere plaatsen van deze weggepoetste fouten.
In november 2017 werd het monument voor renovatie gedemonteerd. Begin 2018 werd het weer teruggeplaatst. Het monument is sindsdien niet langer wit, maar zwart.

## Trivia
- Ze was bevriend met haar naamgenote (die geen familie van haar was): Petronella Moens.
- In Ede trok Moens veel bekijks door naar de kerk te gaan in een ezelwagen waar haar leerlingen twee aan twee achteraan liepen.
- Op het grafmonument is abusievelijk 1777 in plaats van 1775 als geboortejaar te lezen